# Phantasy Star Online
 (novembre 2008).
Si vous disposez d'ouvrages ou d'articles de référence ou si vous connaissez des sites web de qualité traitant du thème abordé ici, merci de compléter l'article en donnant les références utiles à sa vérifiabilité et en les liant à la section « Notes et références ».
Phantasy Star Online (ファンタシースターオンライン, Fantashī Sutā Onrain) (souvent abrégé en PSO) est un jeu de rôle en ligne massivement multijoueur sorti sur Dreamcast en l'an 2000 au Japon et début 2001 en Europe et aux États-Unis. Il est souvent considéré comme le premier vrai jeu du genre sur console. Après de nombreux jeux sortis dans cette catégorie au cours des années suivantes, les joueurs le catégorisent plutôt comme un hack and slash.
Un deuxième épisode, Phantasy Star Online ver.2 sortira par la suite sur la même machine. La Dreamcast arrivant alors en fin de vie, le jeu sera porté sur de nombreuses autres consoles et verra naître d'autres suites.

## Trame

### Introduction
« Le projet Pioneer
Un projet né du désespoir, conçu pour répondre à l'imminente destruction de leur monde.
Alors que commençaient les projets d'évacuation, des sondes automatiques furent envoyées dans l'espace afin de trouver une planète habitable. Lorsqu'un lieu éventuel fut découvert, le premier vaisseau interstellaire, Pioneer 1, fut envoyé pour y installer une colonie.
Pioneer 1 confirma que la planète Ragol était un endroit convenable et les premiers colons se mirent à préparer la planète pour accueillir la première vague de réfugiés et commencèrent la construction de Central Dome.
Pioneer 2 termina son long voyage avec, à son bord, les premiers réfugiés.
Cependant, alors que Pioneer 2 entrait en orbite et établissait un lien de communication avec Central Dome, une explosion terrible secoua la planète entière. Tout contact avec les milliers d'hommes et de femmes de Pioneer 1 était perdu... »

— Texte visible sur la cinématique d'ouverture du jeu Phantasy Star Online, version Dreamcast en français.

### Scénario
Face à la destruction imminente de leur monde, Coral, un projet d’évacuation à très grande échelle a été mis au point afin de trouver une planète habitable : le projet Pioneer.
Des sondes automatiques envoyées dans l’espace ont permis de découvrir une planète où la vie y était très riche. La première vague de colons était principalement composée de scientifiques. Ils s’y sont rendus à bord du vaisseau Pioneer 1 et ont baptisé Ragol le futur foyer de l’humanité. La première branche d’activité de l’équipage de Pioneer 1 était d’établir le Central Dome, où le reste de l’humanité pourrait prendre contact avec leur nouvelle maison.
Sept ans plus tard, la vague principale de réfugiés se rend enfin sur Ragol, sur laquelle l’équipage de Pioneer 1 a travaillé pour la rendre agréable et confortable. Le transport se fait grâce à Pioneer 2, un Vaisseau-Monde, relié à des vaisseaux plus petits. Tout semble se passer pour le mieux, jusqu’au moment où Pioneer 2 entre en orbite autour de Ragol et essaye de rentrer en communication avec le Central Dome. Une gigantesque explosion sur la planète coupe toute communication, et tout contact avec les milliers d’hommes et femmes sur Ragol est perdu. Les Hunter entrent en scène…
Les Hunters (chasseurs) sont des mercenaires qui prendront toutes les formes de boulot possibles pour toucher des mesetas. Ce sont d’habiles combattants dans une ou plusieurs des trois formes de combats : épées et autres armes de mêlées (Hunters), armes à feu et autres armes lourdes à longue distance (Rangers), ou invocations magiques connues sous le nom de Techniques (Forces). Les hunters existent sous la forme de trois races : Humains, Newmans (humans aux oreilles pointues possédant de grand pouvoirs psychiques, créés par la technologie biogénétique), et les androïdes (connus sous le nom de « Casts »). Heureusement pour les citadins de Pioneer 2, il y a énormément d’Hunters sur le vaisseau et le Principal leur a demandé de descendre sur Ragol afin de découvrir ce qui s’est passé.
En explorant Ragol, les hunters découvriront beaucoup de messages sous la forme de capsules laissées par Rico Tyrell (alias « Red Ring Rico »), un scientifique et hunter sur Pioneer 1. Rico, fille unique de Colin Tyrell, Principal de Pioneer 2, était brillante, douée, et très populaire parmi la population. Tout en étudiant la faune de Ragol, elle commença à noter que tout n’allait pas si bien qu’on pourrait le croire. Les animaux ont commencé à agir étrangement avec elle et Rico décida donc de poursuivre ses recherches plus loin. En suivant les traces de Rico, les hunters découvrent petit à petit les mystères qui se cachent derrière tout ça, et ce ne sont pas de bonnes nouvelles…
Il semblerait que la planète Ragol soit en fait un cercueil où vivent des êtres immondes, pourvus de pouvoirs monstrueux. Connu sous le nom de Dark Falz, cette entité maléfique avait affecté une civilisation il y a un nombre inconnu d’années. Les derniers combattants de cette chose n’ont pas pu la vaincre, mais ils sont parvenus à la sceller loin dans les profondeurs de cette planète… Les colons de Pioneer 1 ont fragilisé le sceau qui la retenait. Rico, elle-même, a dû libérer Dark Falz de sa prison.
La plus grande mission des hunters est de détruire cette créature. Peut-être ainsi, les habitants de Pioneer 2 pourront enfin vivre sur Ragol…

### Personnages secondaires
Le joueur est le héros de l'histoire. Mais le jeu compte un certain nombre de personnages secondaires qui enrichissent le scénario.
Elenor CamuelElenor est une Cast créé par le Dr Montague. Elle en sait tout un rayon au sujet des MAG.
KireekKireek est un expert en combat. Certainement l’un des hunters les plus doués.
Ash CanaanUne jeune recrue. Après l’avoir sauvé, le héros, dirigé par le joueur, sera son idole.
Nol RinaleUne journaliste qui part sur Ragol afin de découvrir ce que le gouvernement cache aux habitants de Pioneer 2. Après avoir découvert la vérité, elle décide de ne rien révéler.
Alicia BazUne biologiste qui ne peut pas croire que les animaux sont agressifs. Elle veut voir ça de ses propres yeux.
BernieIl est à la recherche d’une jeune fille du nom de Rupika. Il cherche à comprendre aussi pourquoi une telle explosion, responsable de la perte de contact avec Pioneer 1, n’a laissé aucune trace sur Ragol.
Elly PersonElly est une jeune fille qui correspondait par mél avec une personne du nom de Calus, se trouvant sur Pioneer 1. Bien que les scientifiques de Pioneer 1 sont portés disparus, elle continue à recevoir de ses nouvelles. Ce dernier demande à Elly d’aller le retrouver. Une fois retrouvé, Elly est choquée de constater que Calus n’est en fait qu’une machine. Celui-ci dévoile ce qui s’était passé dans le laboratoire de recherche et pourquoi toutes les machines ont échappé à tout contrôle.

## Système de jeu
Le jeu fait suite à la série Phantasy Star, mais la mécanique de jeu change complètement.
Dans cet épisode, on retrouve les objets connus de la série Phantasy Star comme les Mates, les Fluids, ainsi que les Techniques.
On se retrouve loin du système Algol et toute l'action se passe sur la planète Ragol.
S'il n'est plus un simple jeu vidéo de rôle, il est le précurseur d’un tout nouveau genre : le jeu de rôle en ligne sur console. À l’époque de sa sortie, le titre était souvent comparé à Diablo, de Blizzard Entertainment.
Après la création de son personnage, le joueur a la possibilité de choisir entre une partie en ligne ou une partie hors réseau. Le seul bénéfice d’une partie en local, c’est qu'il peut suivre le scénario à son rythme, trouver des objets pour lui seul et voir un générique complet à la fin du jeu.
En mode hors réseau, il a aussi un peu moins d’ennemis et ils sont aussi de plus faibles niveaux. Ce mode est donc recommandé pour les débutants.
Que ça soit en mode hors ligne ou en ligne, le joueur a le choix entre quatre niveaux de difficultés : Normal, Hard, Very Hard et Ultimate. Le mode Hard est disponible en ligne quand il aura dépassé le niveau 20 de son personnage. Le mode Very Hard, quand il aura atteint le niveau 40. Tandis qu'en mode hors ligne, il lui faudra finir le jeu au premier niveau de difficulté pour passer au suivant.
Lorsqu'il commence une partie en ligne ou hors réseau, le héros dirigé par le joueur débute à la Guilde des Hunters sur Pioneer 2, un vaisseau en orbite autour de la planète Ragol. Il y verra un comptoir où il pourra démarrer des quêtes, mais également un centre médical, des magasins, une banque pouvant contenir 60 objets(200 objets hors ligne) et 999 999 mesetas, la monnaie du jeu.
Il y a aussi le bureau du Principal, nommé Colin Tyrell, le chef politique des hunters. Le héros doit lui parler à chaque fois qu'un niveau en mode hors ligne est terminé pour pouvoir poursuivre l’aventure.
Il est possible de jouer dans quatre niveaux différents sur la planète Ragol. Chaque fin de niveau est caractérisée par le combat d'une créature qui doit être vaincue pour pouvoir accéder au niveau suivant. Des points d'expérience sont donnés pour chaque monstre tué. Au bout d'un certain nombre de points d'expérience, le personnage passe au niveau supérieur et obtient ainsi plus de force, de vie, de défense, d'esquive, de force magique et de précision.

### Le système de combat
Le système de jeu est des plus simples. Trois boutons de la manette permettent de faire une action comme un coup en mêlée ou pour lancer des magies, qui se nomment techniques dans le jeu. Cette configuration de la manette peut être modifiée à tout moment. Concernant les coups en mêlées, des enchaînements de trois coups peuvent être effectués, à condition de les faire dans un rythme bien précis. Pour les Techniques, elles peuvent être lancées continuellement, aussi longtemps que la barre des points de Techniques n'est pas vidée ou qu'il vous reste assez de points de Techniques pour les lancer.
Chaque joueur peut atteindre le niveau maximal de 200. Tout au long du jeu, son personnage est accompagné d’un Mag, un petit robot flottant qui est nourri pour augmenter ses aptitudes au combat et qui peut lancer des attaques dévastatrices sur les ennemis. Il peut également servir de support pour effectuer des sorts de soins. Cela dépend de quelle façon il a évolué.
Dans ce premier épisode de la série Online de la saga Phantasy Star, le personnage laisse son arme équipée et son argent lorsqu'il meurt. Si un coéquipier dirigé par un autre joueur l'accompagne, il peut très bien le voler. La meilleure arme contre les voleurs, c’est le système de Guild Card. En effet, chaque joueur possède une Guild Card, une sorte de carte de visite, et dès qu’il l’a donne à un joueur, ce dernier peut le rejoindre à tout moment du moment qu'il soit en ligne. Ainsi, si un joueur lui vole son argent, il est très facile de le retrouver.

### Les serveurs en mode «en ligne»
Commencer une partie en ligne est un peu plus complexe qu’hors ligne. Une fois connecté, il faut choisir un Ship (serveur). Il y a des serveurs au Japon, aux États-Unis et en Europe. Par défaut, le joueur commence en Europe, mais il est possible  d’aller voir sur les serveurs des autres continents.
Ces serveurs sont aujourd’hui fermés.
| Serveurs japonais (portant les noms des lunes de Jupiter) | Serveurs américains (portant les noms des lunes d'Uranus)                                                                   | Serveurs européens (portant les noms des lunes de Saturne)                                            |
| --- | --- | --- |
| 01 : JP/Io 02 : JP/Europa 03 : JP/Ganymede 04 : JP/Callisto 05 : JP/Amalthea 06 : JP/Himalia 07 : JP/Elara 08 : JP/Pasiphae 09 : JP/Lysithea 10 : JP/Carme 31 : JP/Ananke 32 : JP/Leda | 11 : US/Oberon 12 : US/Ariel 13 : US/Umnbriel 14 : US/Miranda 15 : US/Puck 16 : US/Cordelia 17 : US/Ophelia 18 : US/Titania | 21 : EU/Iapetus 22 : EU/Rhea 23 : EU/Tethys 24 : EU/Titan 25 : EU/Dione 26 : EU/Mimas (serveur 50 Hz) |

Dans un Ship, il y a dix Blocks. Et dans chacun de ces Blocks, il y a dix lobbies. Le lobby est un endroit de rencontre où on peut voir un certain nombre de joueurs connectés simultanément. Au bureau d’information (au centre du lobby), on peut choisir d’aller dans un autre ship, de rejoindre une partie, ou d’en créer une nouvelle.
Lors de certaines fêtes, les décors changeaient sur les lieux de rencontre. Les évènements de l'année concernés étaient :
- 23 au 25 décembre 2000 : Noël
- 1er au 15 janvier 2001 : Jour de l'an
- 8 au 14 février 2001 : Saint-Valentin
- 9 au 15 avril 2001 : Pâques
- 16 au 30 juin 2001 : Dixième anniversaire de Sonic.

### Le système de communication
Pour discuter avec les autres joueurs, plusieurs options s'offraient au joueur. Un clavier, un périphérique de la console Dreamcast, pouvait être utilisé. Les phrases tapées s'affichaient à l'écran de la même façon qu'une bulle de dialogue dans une bande dessinée. Les joueurs ne disposant pas de ce périphérique pouvaient utiliser un clavier virtuel qui pouvait s'afficher à tout moment dans le jeu.
Pour communiquer avec une communauté parlant une langue totalement étrangère, il était possible de passer par un Word Select. Par exemple, le joueur choisissait parmi les phrases disponibles « Comment ça va ? », un anglais lisait « How are you ? ». Il était également possible de construire ses phrases à partir de mots clefs. Ce Word Select était disponible pour l’anglais, le japonais, l’espagnol, le français et l’allemand.
Un éditeur d’émoticône humoristique permettait par ailleurs de communiquer des émotions.

### La création du personnage
Après l'introduction, on se doit de créer son personnage avant d’affronter les créatures de Ragol. Cela se fait via un éditeur plutôt complet.
Cela consiste à choisir entre deux sexes (homme ou femme), trois races (humains, newmans ou casts) et trois types de combats (hunters, rangers ou forces). Les hommes sont plus forts en attaque, tandis que les femmes sont plus fortes en défense.
Les humains sont des combattants très équilibrés, fort pour un grand ensemble d’armes blanches et d’armes à feu, ainsi que pour les techniques. Les newmans, humains aux oreilles pointues, possèdent beaucoup de points de Techniques et peuvent donc en lancer en grande quantité, mais sont faibles physiquement. Les casts, androïdes du jeu, sont forts en attaque et en défense, mais ne peuvent pas utiliser de techniques et utilisent des pièges à la place.
Neuf types de personnages sont disponibles : 
- Hunter (armes de mêlées) : HUmar (Humain/Homme), HUnewearl (Newman/Femme), HUcast (Cast/Homme)
- Ranger (armes à distance) : RAmar (Humain/Homme), RAcast (Cast/Homme), RAcaseal (Cast/Femme)
- Force (techniques) :  FOnewearl (Newman/Femme), FOmarl (Human/Femme), FOnewm (Newman/Homme)[5].

#### Les ID
Le choix du nom du héros est très important. Une ID lui sera attribué et cela aura une influence sur l’apparition des objets dans les niveaux. L'ID apparaît sous la forme d'un logo sur la poitrine de chaque avatar.
Il existe dix ID différents (les types d'armes ci-dessous sont indiqués en anglais comme dans le jeu): 
- Viridia :  Shots et Partisans apparaissent souvent. Slicers sont rares.
- Greenill :  Rifles et Daggers apparaissent souvent. Swords sont rares.
- Skyly :  Swords et Rifles apparaissent souvent. Mechguns sont rares.
- Bluefull :  Partisans et Rods apparaissent souvent. Wands sont rares.
- Purplenum :  Mechguns et Daggers apparaissent souvent. Swords et Partisans sont difficiles à trouver, mais pas rares.
- Pinkal :  Wands, partisans, et disques de Techniques de haut niveaux apparaissent souvent. Rifles sont rares.
- Redria :  Slicers, Shots, armures lourdes et boucliers apparaissent souvent. Daggers rares.
- Oran :  Daggers, wands, et swords apparaissent souvent. Rods rares.
- Yellowboze :  Beaucoup de mesetas apparaissent. Tous autres objets apparaissent à fréquences régulières.
- Whitill :  Slicers et Mechguns apparaissent souvent. Shots sont rares[6]

### Niveaux
L'histoire de Phantasy Star Online se déroule sur la planète Ragol.
ForestAutour du Central Dome, se trouve une forêt. Les messages laissés par Rico mentionnent que les animaux natifs de Ragol sont anormalement agressifs. Une bête féroce garde l’entrée d’une caverne sous le Central Dôme. Le boss est un dragon.
Les cavesLe voyage continue à travers une caverne souterraine, sous le Central Dome. La caverne est divisée en trois parties : la première est une région volcanique, la seconde est une région plus fraîche remplie de chutes d’eau, et la troisième a un aspect un peu plus mécanique. Les natifs de cette cavernes ont fortement mutés et sont très dangereux.
À la sortie de cette caverne se trouve un conduit d’évacuation où se promène un serpent mutant, le résultat d’une expérience ratée. Ce dernier serait responsable d’avoir donné un virus aux natifs de Ragol à sa surface. Le conduit d’évacuation conduit tout droit au laboratoire de recherche. Le boss est De Rol Le.
Les minesLe laboratoire n’est plus sous contrôle. Les machines attaquent de toute part. Les scientifiques ont construit ce laboratoire par-dessus des ruines découvertes peu avant l’arrivée de Pioneer 2. Rico a laissé un message pour signaler qu’elle a découvert la combinaison d’entrée. Elle est la première personne à avoir pénétré ces ruines. Le boss du niveau est Vol Opt.
RuinsSelon Rico, il s’agirait d’un ancien vaisseau spatial. Une entité maléfique y serait enfermée. Les scientifiques de Pionnier 1 et Rico seraient-ils retenus prisonniers au fin fond de ce vaisseau extraterrestre ? Le boss est Dark Falz.

## Développement
Phantasy Star Online est un jeu créé par la Sonic Team et par Yuji Naka, qui avait également travaillé sur les premiers volets de la première génération de la série.

## Accueil
| Publication                         | Note                            |
| ----------------------------------- | ------------------------------- |
| IGN                                 | 9,3 / 10                        |
| GameSpot                            | 8,2 / 10                        |
| Gamekult                            | 8 / 10                          |
| Compilations de plusieurs critiques |                                 |
| Metacritic                          | 89 /100 (basé sur 21 critiques) |
| GameRankings                        | 90 % (basé sur 43 critiques)    |

Phantasy Star Online a reçu un excellent accueil par la presse spécialisée. Les sites Metacritic et GameRankings, qui effectuent des moyennes à partir de nombreuses publications, lui attribuent respectivement un score de 89 / 100 et 90 %.
Le jeu est également un succès commercial. Les semaines suivant sa sortie, le jeu se classe troisième meilleure vente de jeux console aux États-Unis.
En mars 2001, le nombre d’inscrits s’élevait à 200 000. Fin novembre 2003, le jeu a passé la barre des 600 000 abonnés.
Le jeu a obtenu de nombreuses récompenses. Il a ainsi reçu le titre de « jeu Dreamcast de l’année 2001 » par les rédacteurs de GameSpy, mais également par ses lecteurs. Ceux-ci lui ont également accordé la troisième place du classement de la meilleure bande-son de l’année.
Il a également reçu un BAFTA Games Awards en 2001, ainsi que le Game Award décerné par le magazine Edge,.
La majorité des prix concerne le système de communication novateur.

## Suites et extensions
- Phantasy Star Online version 2 sur Dreamcast en 2001. Cette version est également sortie sur PC en Asie sous le nom de Phantasy Star Online
- Phantasy Star Online: Episode I and II sur GameCube en 2002 et sur Xbox en 2003. Cette version est également sortie au Japon sur PC en 2004 sous le titre Phantasy Star Online Blue Burst.
- Phantasy Star Online Episode I and II Plus sur GameCube en 2003.
- Phantasy Star Online Episode III: C.A.R.D. Revolution sur GameCube en 2003.
- Phantasy Star Online: Blue Burst - Episode IV sur PC en 2005 au Japon. Ce titre est également sorti dans le reste du monde sous le nom de Phantasy Star Online Blue Burst.